# 요천로
요천로(Yocheon-ro)는 전북특별자치도 남원시 금지면 귀석리 금곡교와 산동면 월석리를 잇는 전북특별자치도의 도로이다.

## 연혁
- 2009년 7월 10일 : 2개 이상 시·도에 걸쳐 있는 도로로 요천로를 고시[1]
- 2015년 9월 30일 : 남원 ~ 곡성간 도로 개통에 따라 기존 국도(곡성군 곡성읍 장선리 ~ 남원시 주생면 중동리) 11.9 km 구간 폐지[2]

## 주요 경유지
전북특별자치도
- 남원시 (금지면 · 주생면 · 신정동 · 조산동 · 천거동 · 쌍교동 · 죽항동 · 도통동 · 월락동 · 고죽동 · 식정동 · 산동면)

## 노선
| 이름                 | 접속 노선                          | 소재지          | 소재지          | 비고                   |
| 섬진강로와 직결      | 섬진강로와 직결                    | 섬진강로와 직결 | 섬진강로와 직결 | 섬진강로와 직결        |
| -------------------- | ---------------------------------- | --------------- | --------------- | ---------------------- |
| 금곡교               |                                    | 남원시          | 금지면          |                        |
| 귀석사거리           | 지방도 제730호선 (노송로) (섬진로) | 남원시          | 금지면          |                        |
| (신월)               | 택내길                             | 남원시          | 금지면          |                        |
| 금지교               |                                    | 남원시          | 금지면          |                        |
| 호산삼거리           | 물머리로                           | 남원시          | 금지면          |                        |
| 옹정삼거리           | 금지순환길                         | 남원시          | 금지면          |                        |
| (제천 회전교차로)    | 금풍로 제천길                      | 남원시          | 주생면          |                        |
| 오천교               | 제천길                             | 남원시          | 주생면          |                        |
| 주생역               |                                    | 남원시          | 주생면          |                        |
| 소지사거리           | 지방도 제745호선 (주송길)          | 남원시          | 주생면          |                        |
| 지당교               | 효동길                             | 남원시          | 주생면          |                        |
| 조산 교차로          | 국도 제17호선 (서부로)             | 남원시          | 주생면          |                        |
| 부동교               | 광천북길 광천남길 산책길           | 남원시          | 주생면          |                        |
| 부동교               | 광천북길 광천남길 산책길           | 남원시          | 금동            |                        |
| (한일주유소)         | 금동로                             | 남원시          |                 |                        |
| 추어탕삼거리         | 의총로                             | 남원시          |                 |                        |
| 승사교 북단          | 광한서로 쑥고개로                  | 남원시          |                 |                        |
| 춘향교삼거리         | 고샘길                             | 남원시          | 죽항동          |                        |
| (쌍교동성당)         | 남문로 동부로                      | 남원시          | 죽항동          |                        |
| 동림교 북단          | 동림로                             | 남원시          | 죽항동          |                        |
| 남원대교사거리       | 시청로 원천로                      | 남원시          | 도통동          |                        |
| 도통동               | 춘향로                             | 남원시          | 도통동          |                        |
| (호반리젠시빌아파트) | 오들로                             | 남원시          | 도통동          |                        |
| (월락 회전교차로)    | 용성로                             | 남원시          | 도통동          |                        |
| 월락삼거리           | 이백로                             | 남원시          | 도통동          |                        |
| 누른대다리교         | 황죽로 누른대길                    | 남원시          | 도통동          |                        |
| 누른대삼거리         | 국도 제24호선 (충정로)             | 남원시          | 도통동          | 국도 제24호선 구간     |
| 고죽 교차로          | 국도 제19호선 (산업로)             | 남원시          | 도통동          | 국도 제19, 24호선 구간 |
| 갈치삼거리           | 지방도 제721호선 (보산로)          | 남원시          | 도통동          | 국도 제19, 24호선 구간 |
| 하갈교               | 정자길                             | 남원시          | 도통동          | 국도 제19, 24호선 구간 |
| 요천삼거리           | 국도 제24호선 (황산로)             | 남원시          | 도통동          | 국도 제19, 24호선 구간 |
| 태평삼거리           | 요천상로                           | 남원시          | 산동면          | 국도 제19호선 구간     |
| 신기교               |                                    | 남원시          | 산동면          | 국도 제19호선 구간     |
| 장수로와 직결        |                                    |                 |                 |                        |

## 주요 건물 및 시설
- 금지중학교 (전북특별자치도 남원시 금지면 요천로 443-9)
- 금지파출소 (전북특별자치도 남원시 금지면 요천로 527)
- 남원옹정우편취급국 (전북특별자치도 남원시 금지면 요천로 541)
- 금지주생통합보건지소 (전북특별자치도 남원시 금지면 요천로 550)
- 주생역 (전북특별자치도 남원시 주생면 요천로 779-9)
- 남원주생우체국 (전북특별자치도 남원시 주생면 요천로 817)
- 주생면 행정복지센터, 주생면문화회관 (전북특별자치도 남원시 주생면 요천로 821)
- 주생치안센터 (전북특별자치도 남원시 주생면 요천로 823)
- 새마을금고장례식장 (전북특별자치도 남원시 요천로 1237)
- 남원시여성문화센터 (전북특별자치도 남원시 요천로 1283)
- 남원시보건소 (전북특별자치도 남원시 요천로 1285)
- 호남지방통계청 남원사무소 (전북특별자치도 남원시 요천로 1393)
- 광한루 (전북특별자치도 남원시 요천로 1447)
- 도통지구대 (전북특별자치도 남원시 요천로 1812)
- 남원소방서 (전북특별자치도 남원시 요천로 1965)
- 서부지방산림청 (전북특별자치도 남원시 산동면 요천로 2311)
- 남원산동우체국 (전북특별자치도 남원시 산동면 요천로 2912)
- 산동치안센터 (전북특별자치도 남원시 산동면 요천로 2917)
- 산동면 행정복지센터 (전북특별자치도 남원시 산동면 요천로 2919)
- 산동면보건지소 (전북특별자치도 남원시 산동면 요천로 2922)
- 산동초등학교 (전북특별자치도 남원시 산동면 요천로 2929)